# ميليسا كورتني
ميليسا كورتني (بالإنجليزية: Melissa Courtney) هي منافسة ألعاب القوى بريطانية، ولدت في 30 أغسطس 1993 في بول في المملكة المتحدة.

## وصلات خارجية
- ميليسا كورتني على موقع الاتحاد الدولي لألعاب القوى (الإنجليزية)
- ميليسا كورتني على موقع الاتحاد الأوروبي لألعاب القوى (الإنجليزية)
- ميليسا كورتني على موقع الاتحاد البريطاني لألعاب القوى (الإنجليزية)
- ميليسا كورتني على موقع ThePowerOf10.info (الإنجليزية)
- ميليسا كورتني على موقع الدوري الماسي (الإنجليزية)
- ميليسا كورتني على موقع رابطة إحصائيات سباق الطريق (الإنجليزية)